# 法律豁免權
法律豁免權又稱法律豁免、免于起诉，是一种法律地位，在这种地位下，个人或实体不会因违法行为而被追究责任。这种法律豁免可以免于刑事起訴，也可以免於民事起訴，或者两者兼有。常見的法律豁免權有外交豁免權、包括言論免責權的议会豁免权和证人豁免权。